# Brook (Indiana)
Brook – miasto w Stanach Zjednoczonych, w stanie Indiana, w hrabstwie Newton.